# Подводные лодки типа «Тэнг»
Подводные лодки типа «Тэнг» — серия дизель-электрических подводных лодок ВМС США. Проект представлял собой результат интеграции технологии трофейных немецких U-boat в дизайн подводных лодок ВМС США. По сути, они являлись произведением искусства в области неатомного субмариностроения времен окончания Второй мировой войны и послевоенных лет. С другой стороны, они были дорогими и потребовали модернизаций по программе GUPPY. Именно их дизайн и послужил основой конструкции первых атомных подводных лодок в начале 1950-х. Данный тип можно назвать переходным между современными подводными лодками и субмаринами военных лет.
После вывода из состава флота США, четыре из шести субмарин были проданы Италии и Турции, где и окончили свою карьеру в конце 1980-х и начале 2000-х

## Предыстория
Проанализировав действия подводных флотов во время Второй мировой войны и приняв во внимание действия собственного подводного флота на Тихоокеанском и Атлантическом театрах военных действий Bureau of Ships (Корабельное бюро) ВМС США пришло к выводам, что дальнейшие военные действия между подводными лодками будут иметь совершенно иной характер. Продолжающееся развитие технических возможностей подводного флота одновременно с ослаблением возможностей надводного флота эффективной противолодочной борьбы позволило HMS Venturer (P68) открыть новую эру в подводных битвах — время войны полностью погруженных подводных лодок.
Американские аналитики скептически относились к возможностям атаки субмаринами воздушных целей и быстродвижущихся судов. Однако после окончания Второй мировой войны отношения между недавними союзниками стали быстро портиться, а напряженность в отношениях быстро нарастать. На фоне интенсивного развития флота СССР, подкреплённого прогнозами США о том, что СССР будет развиваться в сторону увеличения размеров ПЛ до беспрецедентных, остро встал вопрос о возможности западных стран обеспечить безопасность трансатлантических линий в случае нового конфликта.
По результатам Потсдамской конференции страны-союзники поделили оставшийся парк немецких подводных лодок типа XXI — так называемых «электролодок»: СССР получила четыре экземпляра, США получили две, и по одной получили Великобритания и Франция. Этот тип лодок представлял собой эссенцию технологических решений, накопленных за годы Второй мировой войны и являлся прорывом в технологии строительства подводного флота. Одной из наиболее потрясающих особенностей типа XXI было превышение подводной скорости относительно надводной и значительно увеличенное, относительно остальных судов, время пребывания в погруженном состоянии. Именно эти качества делали субмарины именно подводными лодками, а не надводными кораблями с возможностью краткого погружения. Принимая во внимание шедшие в годы Второй мировой войны параллельно в Германии и СССР исследования двигательных систем замкнутого цикла на основе турбин Вальтера, ВМС США пришли к выводу, что очень скоро СССР может достичь таких успехов в субмариностроении, какие не снились даже Кригсмарине. ВМС США предположили также что СССР запустил массовое производство субмарин, эквивалентных типу XXI, после того как один из советских адмиралов обмолвился о планах постройки 1200 новых судов. В 1950 году в документе, посвященном изучению безопасности международных перевозок в будущих войнах (Отчет Хартвелла) было сказано, что СССР будут строить порядка сотни субмарин в год. Это являлось поворотным событием, благодаря которому вспомнили про исследование американских военно-морских аналитиков 1948 года, говорившем о том, что для построения лишь относительно эффективного барьера шириной в 100 миль требуется от 25 до 70 надводных судов. В противовес этому, для создания более эффективного противолодочного барьера, требуется лишь 5 субмарин, способных тихо и незаметно прислушиваться к шумам и, при обнаружении противника, вести боевые действия в трёх измерениях.

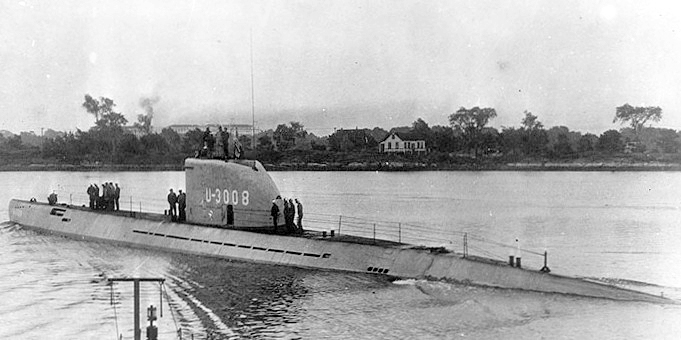
U-3008 тип XXI на верфи в Портсмуте, США

Хотя на момент окончания войны американский подводный флот и показал своё неоспоримое боевое превосходство над всеми остальными, включая немецкий тип XXI, фактически было ясно, что требуется совершить какой-то качественный прорыв и отойти от устаревшей технологии. Конструкция всех наличествовавших на тот момент субмарин являлась наследием военных лет и, фактически, представляла собой конструкцию, разработанную ещё во времена Первой мировой войны. ВМС США были крайне заинтересованы в новых возможностях, предоставлявшихся воздухонезависимыми двигательными установками закрытого цикла, позволявшими проводить операции в водах Северной Атлантики с подводной скоростью, превышающей на несколько узлов скорость надводную. В начале 1945 года на конференции офицеров-подводников в Вашингтоне были сформулированы первоначальные требования к необходимому типу двигателя для подводных судов: требовался двигатель мощностью 7500 л. с., способный перемещать субмарину водоизмещением 1200 т в подводном положении со скоростью 20 узлов в течение 12 часов. Исследования, проведённые Корабельным Бюро, показали что по финансовым соображениям предпочтение будет отдано двигателям закрытого цикла, работающими на сжиженном кислороде, а не на пероксиде водорода. Показав заинтересованность в двигателях подобного рода, Флот так же существенно повлиял на уже проходящие споры относительно использования ядерной энергии для субмарин. После войны над двигателями закрытого цикла работало несколько агентств. На этой стадии было разработано и проанализировано множество концепций новых подводных лодок как с двигателями закрытого цикла, так и с обычными двигателями, но работающими по принципу типа XXI — мощные дизеля, питающие электромоторы через схему с ёмкими батареями. После того, как новый американский двигатель закрытого типа был подготовлен к наземному тестированию, было принято решение разработать новую подводную лодку, имеющую размеры, сопоставимые с типом XXI, и основанную на новейшей двигательной системе. Заказ на первые две субмарины типа Тэнг были оформлены в августе 1947 года. Portsmouth NSY должны были разработать конструкцию, а затем создать прототип нового типа. В конце того же года чертежи были готовы и верфь приступила к постройке первого корабля.

## Конструкция
В основу конструкции этих лодок было положено детальное исследование трофейных немецких подводных лодок типа XXI. И именно на этих субмаринах впервые был применён принцип приоритета подводной скорости перед надводной. Лодки были короче, обладали более обтекаемыми обводами и более ёмкими батареями чем существовавшие на тот момент военные субмарины. Проект SCB-2 обладал закруглённым носом и небольшой тонкой рубкой без выступающих частей со скрытыми и выдвигающимися по мере необходимости инструментами и перископом. Во время работы над проектом всерьёз так же рассматривалась возможность полного отказа от рубки.

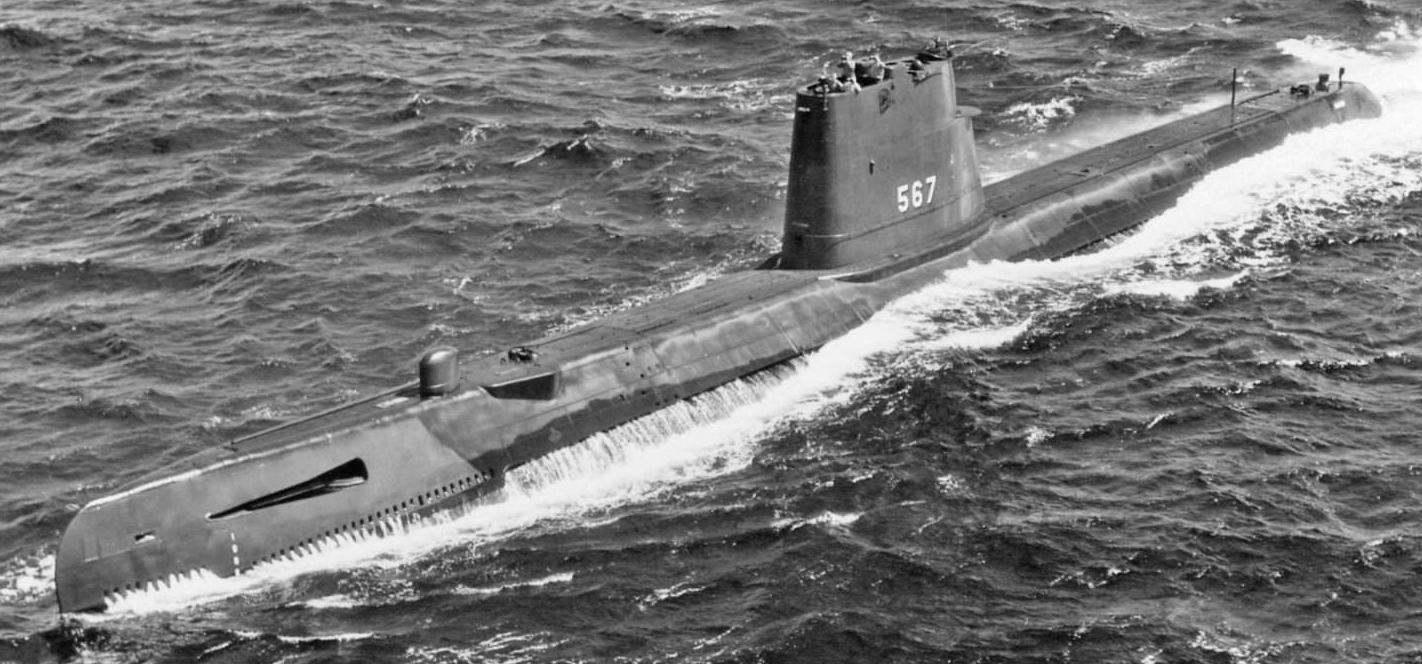
USS Gudgeon (SS-567). Американский тип Тэнг перенял большинство своих характеристик от немецких субмарин типа XXI. Отчетливо видно скруглённый нос корабля, рули контроля погружения и купол приёмника сонара AN/QHB-1 на палубе. Форма рубки достаточно гидродинамична и практически идентична подводным лодкам, прошедшим модернизацию по программе GUPPY

В отличие от предыдущих типов, на типе Тэнг отказались от установки палубного орудия. Проведённые в 1946 году испытания моделей в бассейне показало, что оптимальным соотношением длины субмарины к её диаметру будет 5:1. На практике выдержать такое соотношение было невозможно из-за необходимости вписать в корпус лодки набор оборудования и приборов для обеспечения её адекватной работоспособности. Разработчики, однако, постарались максимально приблизить пропорции корабля к этому соотношению. Эта причина привела к тому, что первые послевоенные океанские подводные лодки были значительно меньше своих предшественников военных времён.
Одним из основных нововведений в конструкции Тэнг, позволившим значительно сократить длину лодки, являлось использование двигателя General Motors 16-338 — лёгкого, компактного и скоростного, построенного по схеме с послойно-горизонтальным расположением цилиндров, мощностью 850 л. с., вместо установки четырёх стандартных и громоздких дизелей мощностью 4600 л. с. Этот двигатель радикально отличался от классических моторов, использовавшихся на всех предыдущих субмаринах, строившихся с горизонтально расположенным коленвалом и двумя рядами по восемь цилиндров, и представлял собой X-образный дизель. В нем был применён вертикальный коленвал, с подвешенным на его нижнюю часть генератором, а цилиндры располагались вокруг него послойно «блоками» по 4. Четыре таких 4,1-метровых 8-тонных двигателя могли быть установлены в один-единственный отсек, давая суммарную мощность 3400 л. с. В целях шумопонижения каждая установка мотор-генератор устанавливалась на собственном резиновом фундаменте. Данные двигатели использовались как для движения субмарины по поверхности воды, так и, при использовании шноркеля для зарядки батарей и движения на перископной глубине. В подводном положении Тэнги двигались на двух электромоторах, развивавших мощность 4610 л. с., забирая заряд из четырёх наборов по 126 батарей, как и остальные лодки, модернизированные по поздним вариантам программы GUPPY. В нижней части прочного корпуса на массивных основаниях были установлены два вала, выходящих за его пределы, на которые, в свою очередь, установлены два медленно вращающихся винта, за которыми расположены рули. Такая конфигурация двигателей позволяла развить подводную скорость в 18,3 узла, и надводную в 15,5. Лодки были способны передвигаться в подводном положении без применения шноркеля 43 часа на ходу 3 узла, давая тем самым дальность подводного хода 129 морских миль (239 км) на той же скорости. Система управления максимально автоматизирована, дабы обеспечить тишину для эффективного использования сонаров.
Лодки типа Тэнг не смогли избежать технических проблем. Одной из них являлась проблема с гидравлической системой загрузки и выгрузки торпед в аппараты. Изменения, внесённые в конструкцию субмарины утяжелили торпедный отсек на 24 тонны, что незамедлительно сказалось на продольной остойчивости корабля. Для преодоления этого эффекта пришлось увеличить длину корпуса на 6 футов (1,8 м), получив в результате полную длину субмарины 268 футов (82 м), вылившуюся в увеличение общего водоизмещения с 1575 до 1616 т. Вскоре после входа в строй прототипа, обнаружилась ещё одна огромная проблема — на сей раз с двигателями. Необычный плоский дизайн этих моторов и их компактная конструкция, в противовес обычным двигателям, делали их очень привлекательными в применении в таких коротких кораблях как Тэнг. Однако их отказы благодаря большой скорости их вращения (1400—1500 об/мин) приводили к тому, что лодка возвращалась в порт на буксире. Подвешенные под двигателями генераторы были подвержены постоянным затоплениям маслом, вытекающим из двигателей. Второй проблемой с двигателями являлась их громкость, зачастую переваливавшая за 140 децибел, и серьёзная вибрация, распространявшаяся от них. В результате этого в 1956 году было принято решение заменить их на десятицилиндровые дизеля Fairbanks-Morse 38D8-1/8, со встречным движением поршней. Для обеспечения необходимого пространства всем субмаринам в моторный отсек была добавлена врезка длиной 9 футов (2,7 м), но даже при этом поместилось лишь три двигателя. Соответственно, первые четыре Тэнга были модернизированы в 1957 и 1958 годах, а Gudgeon и Harder, находившиеся в постройке, были удлинены и снабжены новыми двигателями ещё на стапелях.
В результате всех модификаций, конечная длина субмарин типа Тэнг составила 82,06 м, ширина 8,28 м, а глубина осадки 5,5 м. Общее надводное водоизмещение выросло до 1 821 т, а подводное до 2 260 т.
В дополнение ко всему, Тэнги строились из стали HY42 с пределом упругости 19т (Новая марка стали HY75 появилась лишь в середине 1950-х.), что позволило увеличить глубину погружения до отметки 700 футов (210 м), что на 75 % превышало показатели их предшественников — типы «Балао» и «Тенч». Принимая во внимание стандартную границу безопасности ВМС США того времени 1,5, предполагаемая глубина разрушения прочного корпуса составляет 1100 футов (340 м).
Акустическое оборудование лодки состояло из активной сонарной системы AN/BQS-4 и пассивной системы AN/BQR-2 c 48 гидрофонами, расположенными в куполе под передней частью киля, что полностью повторяло аналогичную сонарную систему GHG, применявшуюся на немецких лодках типа XXI. Впрочем, изначально в передней части лодок был установлен активный сонар AN/QHB-1 закрытый куполами со стороны палубы и киля, и лишь затем раздельные активные сонары были заменены вышеупомянутыми трансмиттером AN/BQS-4 и антенной AN/BQR-2. В 1967 году, Tang, Wahoo, Gudgeon, и Harder получили дополнительные секции длиной 15 футов (4,6 м) или 18 футов (5,5 м) для установки пассивных сонаров PUFFS, работавших на дистанции до 9 морских миль (16,7 км).
Управление пуском торпед осуществляет система управления огнём Mk. 101, расположенная по правому борту рядом со станцией сонарного контроля вместе с остальным электронным оборудованием как то радар AN/BPS-12 и устройств оповещения обнаружения радаром AN/CRL-1, AN/CRL-3, AN/CRL-10 и AN/BRD-6. Устройство перископов на представителях этого типа отличалось от лодки к лодке. Некоторые были оборудованы двумя перископами по одному на каждой стороне, на других же, как например на Trout, они были спарены в тандем.

## Вооружение

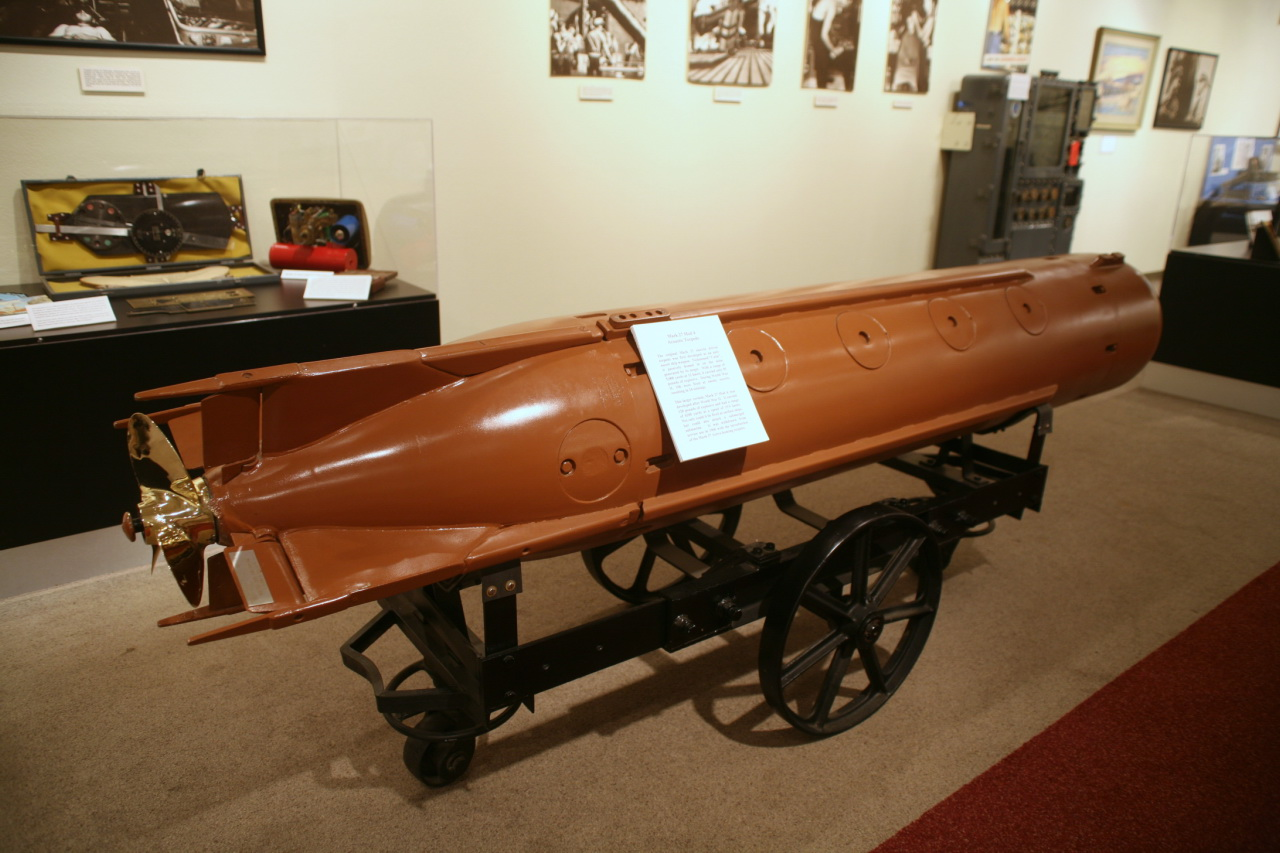
Противолодочная торпеда с акустическим наведением Mark 27 Mod 4. Основное противолодочное вооружение субмарин в 1946—1960 годах.

Некоторые исследователи говорят о том, что субмарины могли нести до 26 торпед — 22 из них носовые и 4 кормовые оборонительные. Из 22 носовых торпед 6 хранились непосредственно в аппаратах, а оставшиеся 16 — на стеллажах. Из 4 кормовых 2 так же находились в аппаратах и 2 в запасе. В носовой части лодки были установлены торпедные аппараты Mark 43, а в кормовой меньшие Mark 44. USS Trout (SS-566) и USS Harder (SS-568) были позднее снабжены Mark 45 и Mark 46. Mk. 43 и Mk. 45 являлись аппаратами с гидравлическим запуском длиной 249,8 ″ (6345 мм), а Mk. 44 и Mk. 46 предназначались для торпед со свободным выходом и имели длину 139,8 ″ (3551 мм). Первоначально в виде оборонительной торпеды для кормовых ТА применялась Mark 27 Mod 4 (первый вариант Mark 27 был представлен в 1944 году как оружие для кораблей противолодочного эскорта). Именно её четвёртая модификация впервые для ВМС США стала способна атаковать погруженную субмарину противника. Позднее торпеды Mark 27 Mod 4 были заменены новыми Mark 37. Некоторые источники говорят, что список оборудования USS Trigger (SS-564), USS Trout (SS-566) и USS Harder (SS-568) из 4 подразделения субмарин (SUBRON 4), базировавшиеся в Naval Submarine Base New London включал ПЗРК FIM-43 Redeye. Остальные источники, впрочем, этого не подтверждают.

## Представители
В октябре 1946 года, были заказаны первые две субмарины. USS Tang (SS-563), давший имя всему типу, был построен на Portsmouth NSY, а USS Trigger (SS-564) на верфи Electric Boat в Гротон, штат Коннектикут. В 1947 году, с Portsmouth NSY был заключен контракт на USS Wahoo (SS-565) а с Electric Boat на USS Trout (SS-566). А затем, в 1948 году, к ним добавилась аналогичная пара контрактов на USS Gudgeon (SS-567) и USS Harder (SS-568).
| Название                          | Верфь          | Заложена             | Спущена на воду      | Принята на вооружение | Снята с вооружения    | Кому передана | Новое название | Принята на вооружение | Снята с вооружения |
| --------------------------------- | -------------- | -------------------- | -------------------- | --------------------- | --------------------- | --- | --- | --- | --- |
| USS Tang (SS-563) рус. Тэнг       | Portsmouth NSY | 18 апреля 1949 года  | 19 июня 1951 года    | 25 октября 1951 года  | 8 февраля 1980 года   | Турция | TCG «Pirireis» (S-343) | 8 февраля 1980 года | август 2004 года |
| USS Trigger (SS-564) рус. Триггер | Electric Boat  | 24 февраля 1949 года | 14 июня 1951 года    | 31 марта 1952 года    | 20 февраля 1974 года  | Италия | «Livio Piomarta» (S-515) | 10 июля 1974 года | 28 февраля 1986 года |
| USS Wahoo (SS-565) рус. Уаху      | Portsmouth NSY | 24 октября 1949 года | 16 октября 1951 года | 30 мая 1952 года      | 27 июня 1980 года     | Лодки должны были быть переданы Ирану, «Wahoo» как «Nahang» и «Trout» как «Kousseh». Однако после Исламской революции 31 марта 1979 года контракт на «Wahoo» был отменён, а иранская команда бросила «Trout». | Лодки должны были быть переданы Ирану, «Wahoo» как «Nahang» и «Trout» как «Kousseh». Однако после Исламской революции 31 марта 1979 года контракт на «Wahoo» был отменён, а иранская команда бросила «Trout». | Лодки должны были быть переданы Ирану, «Wahoo» как «Nahang» и «Trout» как «Kousseh». Однако после Исламской революции 31 марта 1979 года контракт на «Wahoo» был отменён, а иранская команда бросила «Trout». | Лодки должны были быть переданы Ирану, «Wahoo» как «Nahang» и «Trout» как «Kousseh». Однако после Исламской революции 31 марта 1979 года контракт на «Wahoo» был отменён, а иранская команда бросила «Trout». |
| USS Trout (SS-566) рус. Траут     | Electric Boat  | 24 декабря 1949 года | 21 августа 1951 года | 27 июня 1952 года     | 19 декабря 1978 года  | Лодки должны были быть переданы Ирану, «Wahoo» как «Nahang» и «Trout» как «Kousseh». Однако после Исламской революции 31 марта 1979 года контракт на «Wahoo» был отменён, а иранская команда бросила «Trout». | Лодки должны были быть переданы Ирану, «Wahoo» как «Nahang» и «Trout» как «Kousseh». Однако после Исламской революции 31 марта 1979 года контракт на «Wahoo» был отменён, а иранская команда бросила «Trout». | Лодки должны были быть переданы Ирану, «Wahoo» как «Nahang» и «Trout» как «Kousseh». Однако после Исламской революции 31 марта 1979 года контракт на «Wahoo» был отменён, а иранская команда бросила «Trout». | Лодки должны были быть переданы Ирану, «Wahoo» как «Nahang» и «Trout» как «Kousseh». Однако после Исламской революции 31 марта 1979 года контракт на «Wahoo» был отменён, а иранская команда бросила «Trout». |
| USS Gudgeon (SS-567) рус. Гаджен  | Portsmouth NSY | 20 мая 1950 года     | 11 июня 1952 года    | 21 ноября 1952 года   | 30 сентября 1983 года | Турция | TCG «Hızırreis» (S-342) | 21 августа 1987 года | 30 января 2004 года |
| USS Harder (SS-568) рус. Хардер   | Electric Boat  | 30 июня 1950 года    | 3 декабря 1951 года  | 10 августа 1952 года  | 10 июля 1973 года     | Италия | «Romeo Romei» (S516) | 20 февраля 1974 года | 1988 год |

Источником имён для лодок послужил список из шести субмарин ВМС США, погибших во время Второй мировой войны в сражениях с японскими надводными кораблями, унеся с собой жизни большей части команды: USS Trout (SS-202), USS Gudgeon (SS-211) типа «Тамбор»; USS Trigger (SS-237), USS Wahoo (SS-238), USS Harder (SS-257) типа «Гато»; USS Tang (SS-306) типа «Балао». Имена этих лодок, в свою очередь, были позаимствованы у рыб: Форель, Пескарь, Спинорог, Ваху, Кефаль и Рыба-хирург соответственно.
Все, субмарины пребывавшие в хорошем техническом состоянии и не списанные по окончании войны, прошли переоборудование по программе GUPPY, улучшившее их возможности в передвижении под водой, и продолжали свою службу в 1950-х. Проводившаяся параллельно программа исследований привела к созданию лодки USS Albacore (AGSS-569) с принципиально новым корпусом. В дополнение к этому эксперименты по созданию ядерных источников питания проходившие с 1939 года, привели к тому, что в 1956 году руководитель военно-морскими операциями адмирал Арли Бёрк принял решение прекратить строительство неатомных субмарин, что, в свою очередь, положило конец финансированию правительством США программ исследования воздухонезависимых двигателей. Впрочем, частные исследования это не прекратило, и в дальнейшем их результаты были использованы, например, в программе Аполлон в виде топливных элементов.

## История службы
Все субмарины типа Тэнг начали свою службу в ВМС США с октября 1951 года по ноябрь 1952 года.

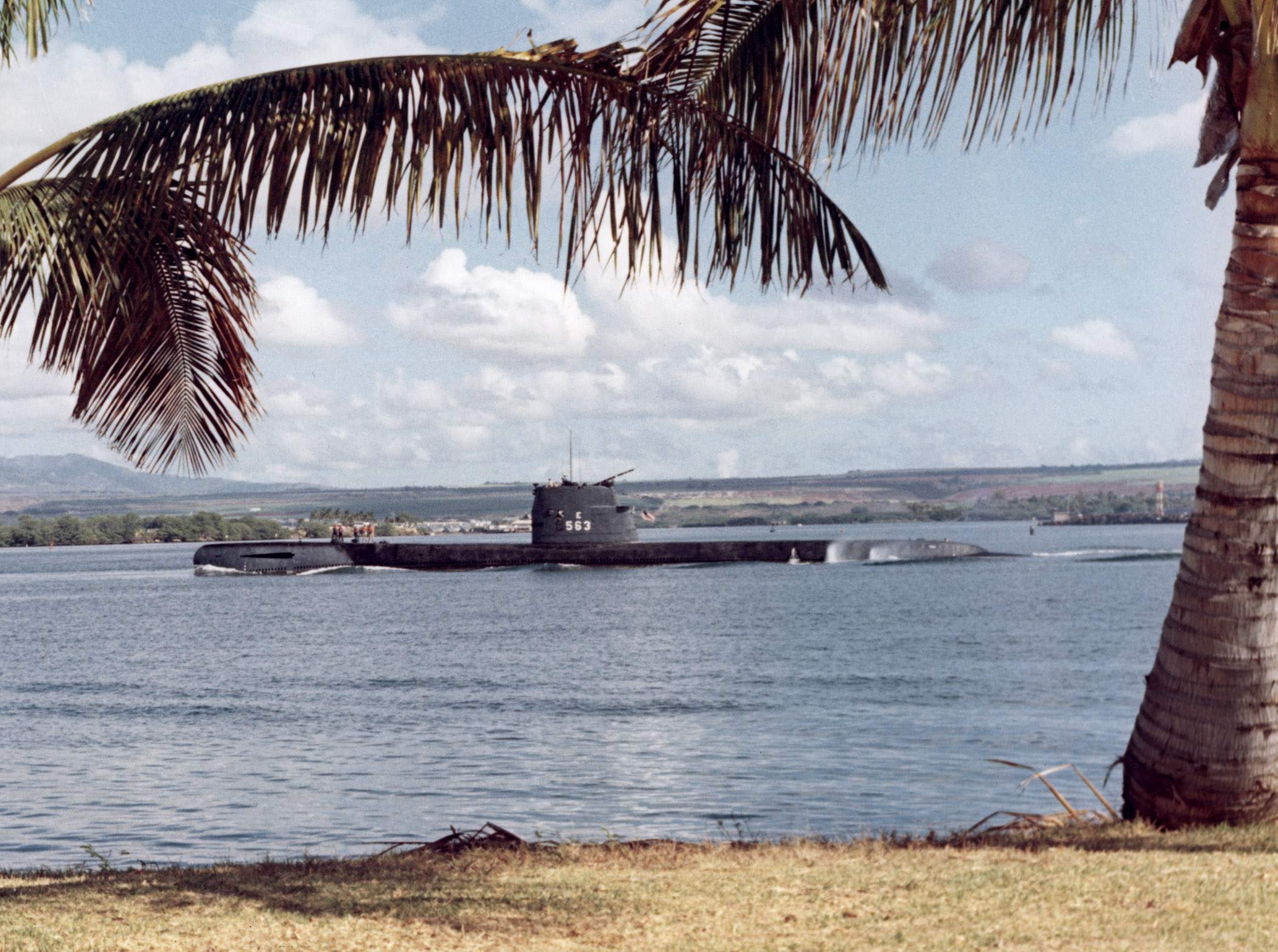
USS Tang (SS-563) входит в гавань Пёрл-Харбор

Операции USS Tang (SS-563) проходили в основном тихоокеанских водах, и заключались в патрульных операциях, а также совместных учениях с Морскими силами самообороны Японии, ВМС Тайваня, ВМС альянса СЕАТО и ВМС США. В 1978 году лодка сменила порт базирования и перешла в Гротон на восточном побережье, где и продолжила службу в роли учебной для иранского персонала и Атлантического флота.
USS Trigger (SS-564) выполняла свои задачи, базируясь в Нью-Лондоне и Чарлстоне. Совместно с атомной лодкой USS Nautilus (SSN-571) выполняла арктические походы. Принимала участие в морских манёврах НАТО «Операция Ответный удар» (англ. Operation «Strikeback») и их специализированной части «Операция Игра с рыбками» (англ. Operation «Fishplay»). В 1960-х ходила по Средиземному морю в составе Шестого флота, в начале 1970-х участвовала в испытаниях торпед Mark 48. Позднее была переведена в Тихоокеанский флот, где участвовала в совместных учениях с ВМС Австралии, ВМС Новой Зеландии и ВМС Канады. Выполняла специальные операции. С апреля 1973 года находилась в Сан-Диего, служа в роли учебной лодки для итальянского персонала. После передачи в Италию 10 июля 1973 года получила имя Livio Piomarta (S-515) с которым и прослужила вплоть до 28 февраля 1986 года.

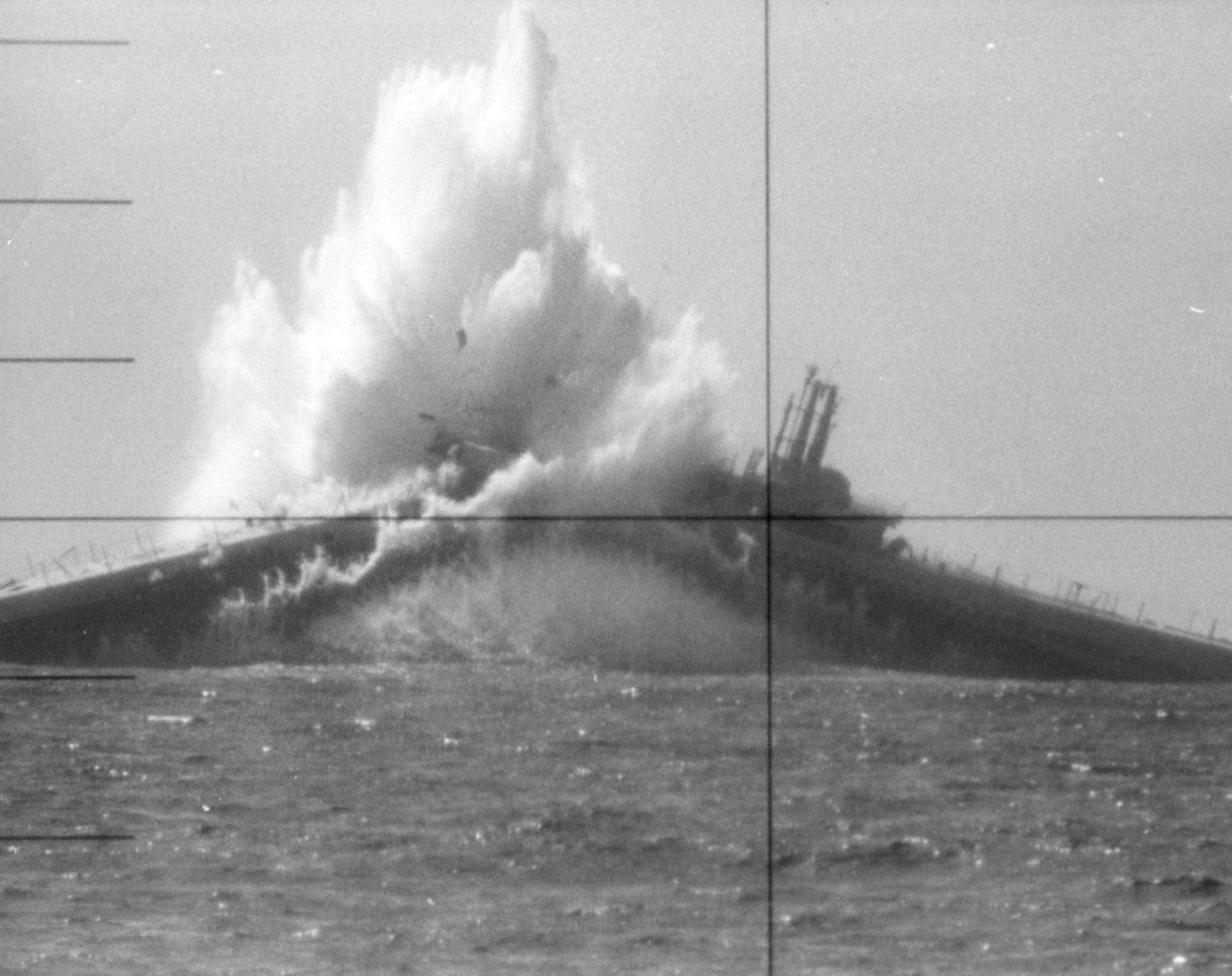
Тестовое затопление USS Devilfish (SS-292) произведённое USS Wahoo (SS-565) 14 августа 1968 года

USS Wahoo (SS-565) в основном проходила службу в тихоокеанских водах, входя в состав Седьмого флота. В середине 1960-х после инцидента в Тонкинском заливе была привлечена к операциям в непосредственной близости от Вьетнама, возвращаясь на базу несколько раз. Несколько раз принимала участие в противолодочных учениях как в виде лодки-охотника, так и в роли лодки-цели. С 1976 года начала службу в роли учебной лодки для офицеров и капитанов. Начиная с 15 ноября 1977 года на ней проходил обучение иранский экипаж для её систершипа USS Trout (SS-566). Субмарина должна была передана Ирану, однако 31 марта 1979 года эти планы были отменены благодаря случившейся Исламской революции. Как следствие, 27 июня 1980 года она была снята со службы и потоплена как корабль-мишень.
USS Trout (SS-566) принимала участие в противолодочных учениях и полярных операциях совместно со своим систершипом USS Harder (SS-568). Принимала участие в организованных Bureau of Ships (Корабельным бюро) тестах на сопротивление ударной волне от близкого взрыва. Несколько раз присоединялась к военным силам в средиземье и на Тихом океане. 19 декабря 1978 года была выведена из состава флота и окончила свою службу и была передана Ирану.
С базы в Пёрл-Харбор 8 июля 1957 года начала свой кругосветный поход USS Gudgeon (SS-567), став первой американской субмариной, обогнувшей планету. Лодка пробыла в море 8 месяцев, за которые было пройдено 25 000 морских миль (46 300 км), и вернулась 21 февраля 1958 года. После этого, вплоть до 1983 года она занималась своими прямыми обязанностями — противолодочные патрули, специальные операции и обучение экипажей.
Буквально сразу после принятия на службу USS Harder (SS-568) совершила свой первый 1 000-мильный подводный переход из Нью-Лондона в Нассау (Багамские Острова). В основном использовался как учебная лодка для противолодочной борьбы и принимал участие в учениях с ВМС Германии в Европе. Принимал участие в испытаниях ракеты RUR-5 ASROC и других систем.
Wahoo и Trout предполагались для продажи в Иран, однако Исламская революция перечеркнула эти планы. Обе лодки были подготовлены для передачи в 1978 и 1980 годах. Tang и Gudgeon были переданы в долгосрочную аренду Турции, где обе субмарины и служили как Piri Reis и Hızır Reis соответственно, вплоть до 2004 года. Piri Reis была отреставрирована и ныне является кораблём-музеем. Trigger и Harder в 1973—1974 годах были проданы Италии где и прослужили под именами Livio Piomarta и Romeo Romei вплоть до 1986 и 1988 годов соответственно.

## Музейные суда
Две субмарины этого типа — USS Tang (SS-563) и USS Gudgeon (SS-567), сохранены в виде музейных лодок в Турции.